# Пафос (аэропорт)
Международный аэропорт города Пафос (греч. Διεθνής Αερολιμένας Πάφου; тур. Baf Uluslararası Havaalanı) (ИАТА: PFO, ИКАО: LCPH) расположен в 6,5 км (4,0 миль) к юго-востоку от города Пафос, Кипр. Это второй по величине аэропорт страны, после международного аэропорта Ларнаки. Пафос обычно используется туристами на отдыхе в западной части Кипра, обеспечивая доступ к популярным курортам, как Корал-Бэй, Лимасол и Пафос.
В мае 2006 года Гермес Эйрпортс Лимитед взял на себя строительство, развитие и функционирование как Ларнаки, так и Пафоса в течение 25 лет. Новый терминал открылся в Пафосе в ноябре 2008 года.
Аэропорт Пафоса обслужил 1 744 011 пассажиров в 2007 году. В аэропорту имеется 28 стоек регистрации, семь гейтов, 22 стоянок воздушных судов, банк, рестораны, кафе, бары, магазин беспошлинной торговли и сувенирный магазин. Другие услуги включают туристическое агентство, прокат автомобилей, оказание первой помощи, комнату матери и ребёнка и доступность аэропорта для инвалидов.
Планируется построить новую четырёхполосную дорогу, которая свяжет аэропорт с городом Пафос.
10 января 2012 года Ryanair объявила, что они открыли свой пятидесятый хаб в Пафосе. В апреле 2012 года они разместили 2 самолета в Пафосе с 15 новыми маршрутами, предлагая более 80 рейсов в неделю.

## Авиакомпании и направления
С 11 апреля 2022 года 21 российской авиакомпании запрещены полёты над территорией ЕС.

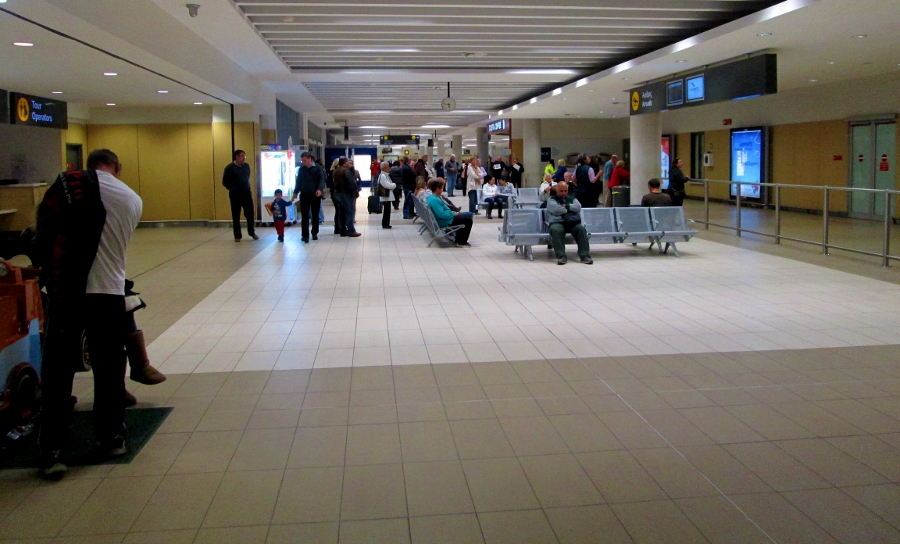
Интерьер аэропорта.